# Тихон (Емельянов)
Митрополи́т Ти́хон (в миру Леонид Григорьевич Емельянов; род. 2 июня 1948, Воронеж) — епископ Русской православной церкви на покое; митрополит, бывший Владимирский и Суздальский, глава Владимирской митрополии.

## Биография

### Образование и начало церковного служения
Родился 2 июня 1948 года в Воронеже; согласно его слову при епископском наречении, воспитывался в православной семье под влиянием своей бабушки.
Среднее образование получил в вечерней школе, проходил службу в армии. После увольнения в запас был алтарником Покровского храма Переславля-Залесского.
В 1974 году поступил в Московскую духовную семинарию.
10 октября 1976 года был зачислен в штат Издательского отдела Московского Патриархата.
4 декабря 1978 года архиепископом Волоколамским Питиримом (Нечаевым) рукоположён в диакона, назначен заведующим отделом «Церковной жизни» редакции «Журнала Московской Патриархии».
19 марта 1981 года наместником Троице-Сергиевой лавры архимандритом Иеронимом (Зиновьевым) был пострижен в монашество с именем Тихон, в честь святителя Тихона, епископа Воронежского; в тот же день ректором МДА архиепископом Дмитровским Владимиром (Сабоданом) рукоположён во иеромонаха.
В 1981 году окончил Московскую духовную академию со степенью кандидата богословия.
С 1983 года по 1986 год — первый заместитель главного редактора Издательского отдела РПЦ архиепископа Питирима (Нечаева); руководил возведением нового здания для Издательского отдела (Погодинская улица, 20) и приходского дома при храме Воскресения Словущего на Успенском вражке (место постоянного служения архиепископа Питирима и других клириков Издательского отдела).
4 июля 1984 года возведён в сан архимандрита.
Согласно его изложению: «в 1986 году меня пригласили заместителем в Отдел внешних церковных связей, который тогда возглавлял митрополит Филарет (Вахромеев), я уволился из издательства, пришел к нему, а он меня не принял, и я остался без всякого церковного послушания.»
В 1986 году жил в Троице-Сергиевой лавре, затем перешёл в московский Данилов монастырь (был помощником эконома, а затем экономом).
12 мая 1987 года определением патриарха Пимена назначен наместником Данилова монастыря. По собственному признанию: «В это время обитель активно возрождалась, строительные и отделочные работы велись почти круглосуточно, работали 3,5 тысячи рабочих — всё старались успеть к июню 1988 года, когда в Москве должны были проходить мероприятия, посвященные тысячелетию Крещения Руси. Средств хватало: каждый приход Русской Православной Церкви считал своим долгом внести пожертвования на восстановление Данилова монастыря, рядовые москвичи жертвовали старинные иконы, церковную утварь. Посмотреть стройку приезжали знаменитые люди со всего мира. Все понимали, что в СССР грядут большие перемены». В этот период портрет архимандрита Тихона написал известный художник А. М. Шилов.

### Архиерейство
25 января 1990 года постановлением Священного синода РПЦ определён быть епископом Новосибирским и Барнаульским.
19 августа 1990 года в Богоявленском соборе Москвы состоялась его епископская хиротония, которую совершили патриарх Московский Алексий II, митрополит Крутицкий и Коломенский Ювеналий (Поярков), архиепископ Калужский и Боровский Климент (Капалин), епископ Истринский Арсений (Епифанов) и епископ Подольский Виктор (Пьянков).
26 февраля 1994 года в связи с образованием самостоятельной Барнаульской епархии титул епископа Тихона был изменён на «Новосибирский и Томский».
16 июля 1995 году отозван со своей кафедры и назначен председателем издательского совета Московской патриархии с титулом епископа Бронницкого, викария Московской епархии. На тот момент выпуск «Журнала Московской патриархии» временно приостановился. За первые девять месяцев 1995 года вышло только два номера: № 5 (к Пасхе) и спецвыпуск. Усилиями нового главного редактора епископа Тихона за несколько месяцев недостающие номера были подготовлены, и долг перед подписчиками ЖМП ликвидирован. Существенно изменилось художественное оформление журнала: иллюстрации стали цветными, их количество значительно увеличилось.
С 28 августа 1995 года по 28 декабря 2000 года — настоятель храма Всех Святых во Всехсвятском в Москве.
25 февраля 2000 года в Богоявленском соборе в Москве патриархом Алексием II возведён в сан архиепископа.
28 декабря 2000 года, после кончины епископа Сергия (Соколова), был освобождён от должности председателя издательского отдела и переведён в Новосибирскую и Бердскую епархию. По собственному признанию, «в 2000 году Святейший Патриарх предложил мне возглавить одну из епархий в европейской части России. Однако в этом же году умер епископ Новосибирский и Бердский Сергий, и я сказал Святейшему Патриарху, что мог бы вернуться в Новосибирск. Город и область я знал хорошо, со всеми представителями власти, с директорами крупных заводов у меня сложились добрые отношения ещё в начале 90-х».
В начале августа 2004 года архиепископом Новосибирским и Бердским Тихоном и его родителями под храм великомученика Георгия Победоносца в Воронеже был пожертвован дом и земельный участок. 19 ноября 2004 года состоялась регистрация новообразованного прихода. В январе 2005 года был выделен участок под строительство храма, а в 2006 году получено разрешение на строительство нового храма.
27 июля 2009 года решением Священного синода РПЦ включён в состав Межсоборного присутствия.
Решением Священного синода от 28 декабря 2011 года назначен главой Новосибирской митрополии. 8 января 2012 года в Успенском соборе Московского Кремля патриархом Кириллом был возведён в сан митрополита.
Не вошёл в новый состав Межсоборного присутствия, утверждённый 23 октября 2014 года решением Священного синода Русской православной церкви.
В 2015 году обратился в прокуратуру с заявлением, что постановка оперы «Тангейзер» в Новосибирском театре оперы и балета кощунственным образом изображает религиозные символы и тем самым оскорбляет чувства верующих и потребовал исключить постановку из репертуара. Директор театра Борис Мездрич был уволен. 2 мая 2016 года Тихон провёл обряд освящения здания театра и получил от нового директора Владимира Кехмана 100-летний колокол, хранившийся в фонде театра как реквизит.
28 декабря 2018 года по решению Священного синода перемещён на Владимирскую и Суздальскую кафедру. По собственному признанию: «У меня было тяжёлое прощание с Новосибирском, куда я прибыл в 42 года, а уехал в 70 лет. Многие новосибирцы родились и выросли при мне и теперь уже их дети приходят в храм. Я приехал в Сибирь в 1990 году, когда начиналась Перестройка. На 3 млн человек был один храм, 4 священника». 6 января 2019 года совершил первую Божественную литургию на новой кафедре. 26 февраля 2019 года освобождён от должности ректора Новосибирской духовной семинарии.
15 августа 2019 года в Москве принял участие в совещании глав митрополий, на территории которых находится большое количество аварийных и руинированных храмов. 23 августа митрополит Владимирский и Суздальский Тихон провел пресс-конференцию, на которой озвучил статистику: во Владимирской епархии находится 122 аварийных храма; более 130 церквей приведены в «более-менее приличный вид», но требуют реставрации. митрополит Тихон подверг жёсткой критике Федеральный закон «Об объектах культурного наследия», а также Государственную инспекцию по охране объектов культурного наследия администрации Владимирской области, охранная политика которой в отношении памятников архитектуры во Владимирской области привела к тому, что фактически невозможно законсервировать руинированную или аварийную церковь: без составления полного проекта реставрации за 2-3 миллиона рублей нельзя вынести мусор, забить окна, закрыть крышу разваливающейся постройки. За полгода епархия получила более трёх десятков предписаний от Госинспекции по охране объектов культурного наследия за попытки привести в порядок те или иные церковные объекты, при том что никаких средств из бюджета не выделялось. Из этой ситуации было предложено два выхода — либо разрешить Церкви и народу восстанавливать храмы по упрощённой схеме, либо государство должно принять их обратно в собственность.
24 августа 2023 года Священный синод, рассмотрев поданное им в связи с достижением 75-летия прошение о почислении на покой, постановил благословить ему продолжить управление Владимирской епархией.
27 декабря 2024 года Священный синод, ссылаясь на то же прошение, постановил: «1. Прошение удовлетворить. 2. Выразить благодарность Преосвященному митрополиту Тихону за многолетнее управление Новосибирской и Владимирской митрополиями, а также за участие в восстановлении Данилова монастыря города Москвы. 3. Определить для Преосвященного митрополита Тихона местом пребывания на покое г. Москву с получением содержания от Владимирского епархиального управления.». 29 декабря 2024 года митрополит Тихон совершил прощальную Литургию в Успенском кафедральном соборе во Владимире.

## Общественная позиция
В 2022 году поддержал нападение России на Украину. Заявил, в частности, что «НАТО строит свои укрепления, пригоняет свою технику для нападения на Россию. Это последний бой. Если бы не мы первые ввели войска, то они напали бы на нас». В июле 2022 года, как «поддержавший агрессию России против Украины», был внесён ФБК в список разжигателей войны, состоящий из лиц, которые «используют свои религиозные организации для пропаганды агрессии и массового убийства», с предложением введения против него международных санкций.
23 января 2023 года внесён Украиной в санкционный список лиц, «которые, прикрываясь духовностью, поддерживают террор и геноцидную политику», так как он «пропагандирует агрессивную войну против Украины через религиозные структуры и вмешательство во внутрицерковные дела Украины, способствует вывозу граждан Украины на территорию РФ».

## Награды
Государственные:
- Медаль ордена «За заслуги перед Отечеством» II степени (11 августа 2000 года) — за большой вклад в укрепление гражданского мира и возрождение духовно-нравственных традиций[30]

Региональные:
- Знак отличия «За заслуги перед Новосибирской областью» (24 апреля 2003 года)[31]
- Медаль Покрышкина (2013 год)[32]
- Почётный профессор Владимирского государственного университета (28 июня 2023)[33]

Церковные:
- Орден святого равноапостольного великого князя Владимира II степени
- Орден преподобного Сергия Радонежского II степени
- Орден святого благоверного князя Даниила Московского II степени
- Орден преподобного Серафима Саровского II степени (2008 год)[34]
- Орден святителя Иннокентия, митрополита Московского (II степени; во внимание к усердному служению и в связи с 65-летием со дня рождения)[35]
- орден преподобного Серафима Саровского I степени (2 июня 2023 года) — по случаю 75-летия[36]
- Юбилейная медаль к 800-летию со дня рождения святого Александра Невского (2021 год, Казахстанский митрополичий округ)[37]

## Публикации
- Церковное Богослужение — школа благочестия // Журнал Московской Патриархии. 1978. — № 4. — С. 38-39.
- 400-летие явления Казанской иконы Божией Матери: торжества в Казани // Журнал Московской Патриархии. 1979. — № 10. — С. 7-11. (в соавторстве с игуменом Анастасием (Меткиным))
- Экуменическая молитва 1980 года // Журнал Московской Патриархии. 1980. — № 5. — С. 58-59.
- Впервые в святом Эчмиадзине // Журнал Московской Патриархии. 1981. — № 3. — С. 8-9.
- Молитва о христианском единстве. // Журнал Московской Патриархии. 1981. — № 5. — С. 48-51.
- Преподобный Сергий Радонежский и его школа // Журнал Московской Патриархии. 1981. — № 10. — С. 20-22
- Начало учебного года в аспирантуре при МДА // Журнал Московской Патриархии. 1983. — № 1. — С. 22.
- Экуменическое движение и Русская Православная Церковь до её вступления во Всемирный Совет Церквей] // Журнал Московской Патриархии. 1983. — № 10. — С. 72-73. (в соавторстве с В. Никитиным)
- Экуменическое движение и Русская Православная Церковь до её вступления в ВСЦ. // Журнал Московской Патриархии. 1983. — № 11. — С. 59-68. (в соавторстве с В. Никитиным)
- Начало нового учебного года в аспирантуре при МДА // Журнал Московской Патриархии. 1983. — № 12. — С. 15
- Экуменическое движение и Русская Православная Церковь до её вступления во Всемирный Совет Церквей. // Журнал Московской Патриархии. 1983. — № 12. — С. 60-66. (в соавторстве с В. Никитиным)
- 40-летие Победы над нацизмом и задачи церковной публицистики в сохранении мира и укреплении дружбы между народами. // Журнал Московской Патриархии. 1985. — № 7. — С. 56-59.
- Высокопреосвященный Зиновий, митрополит Тетрицкаройский [некролог] // Журнал Московской Патриархии. 1985. — № 6. — С. 58-59 (в соавторстве с протоиереем Михаилом Диденко)
- Всемирный Совет Церквей и проблема сохранения мира (к 25-летию вступления Русской Православной Церкви во Всемирный Совет Церквей). // Журнал Московской Патриархии. 1986. — № 4. — С. 58-62; № 5. — С. 57-60; № 6. — С. 55-57; № 7. — С. 56-62 (в соавторстве с В. Никитиным)
- Выставка в Перу // Журнал Московской Патриархии. 1986. — № 4. — С. 63-65.
- Приветственное слово в Вознесенском кафедральном соборе Новосибирска 16 мая 1991 года [во время поездки Святейшего Патриарха Алексия II в Сибирь] // Журнал Московской Патриархии. 1991. — № 9. — С. 20-21.
- Прощай, добрый пастырь! (слово перед отпеванием протоиерея Николая Чугайнова (1939—1994) 25 сентября 1994 года в Вознесенском кафедральном соборе г. Новосибирска) // Журнал Московской Патриархии. 1994. — № 11-12. — С. 24.
- [II Сибирский Съезд православной молодежи (6-10 июля 1995 года)] // Журнал Московской Патриархии. 1995. — № 6-8. — С. 49-50.
- Развитие образовательной деятельности Церкви на епархиальном уровне (из опыта работы в Новосибирской епархии) // Рождественские чтения, 4-е. М., 1996. — С. 239—261.
- Слово в Святую ночь Воскресения Христова // Журнал Московской Патриархии. 1996. — № 4-5. — С. 72-73
- Программа церковно-социальной работы Новосибирского Епархиального управления Русской Православной Церкви в г. Новосибирске и Новосибирской области // Журнал Московской Патриархии. 1996. — № 9. — С. 46-48.
- Организация церковной системы православного образования (из опыта Новосибирской епархии) // Журнал Московской Патриархии. 1996. — № 9. — С. 34-45
- Памяти митрополита Зиновия (Мажуги) // Журнал Московской Патриархии. 1996. — № 9. — С. 59-60.
- Приветственное слово к участникам 7-й Ежегодной богословской конференции // Ежегодная богословская конференция Православного Свято-Тихоновского богословского института. М., 1997. — С. 6.
- Издательская деятельность Русской Православной Церкви на современном этапе // Журнал Московской Патриархии. 1998. — № 3. — С. 23-32.
- О «полоумном видении России» и «жидо-масонском заговоре»: Интервью с епископом Бронницким Тихоном, председателем Издательского совета Московской Патриархии // «Радонеж». 1998. — № 11 (76) (июль).
- Издательская деятельность Русской Православной Церкви на современном этапе // Рождественские чтения, 6-е. — М., 1998. — С. 71-86
- Средства массовой информации Русской Православной Церкви на пороге третьего тысячелетия // Журнал Московской Патриархии. 2000. — № 4. — С. 48-65.
- Итоговый документ Конгресса православной прессы // Журнал Московской Патриархии. 2000. — № 4. — С. 70-72
- Издательская деятельность Русской Православной Церкви на пороге третьего тысячелетия // Рождественские чтения, 8-е. — М., 2000. — С. 96-104.
- Святой князь Александр Невский. Жизнь и деяния. К 800-летию со дня рождения // Наследие христианской церкви: богословие, история, культура : Материалы III Международной научно-богословской конференции, Владимир, 20-21 мая 2021 года. Вып. 3 (3). — Владимир: Издательско-полиграфическая компания «Транзит-ИКС», 2022. — С. 9-24.